# Janette Dunlop
 Janette Dunlop (* 10. März 1891 in Edinburgh, Schottland; † 8. Mai 1971 ebenda) war eine schottische Physikerin.

## Leben und Forschung
Dunlop war die Tochter des Hutmachers David M Dunlop, der das Hutgeschäft ihres Großvaters David Dunlop in Edinburgh führte. Nach ihrem Schulabschluss am George Watson's Ladies College studierte sie Physik an der University of Edinburgh mit einem Bachelor-Abschluss und einem Master-Abschluss 1914. Mit einem Carnegie-Forschungsstipendium forschte sie an der Universität Edinburgh unter der Leitung des späteren Nobelpreisträgers Charles Glover Barkla. Sie untersuchte die Streuung von Röntgenstrahlen durch verschiedene Substanzen und veröffentlichte die Ergebnisse mit Charles Glover Barkla. Da es nach dem Ersten Weltkrieg einen großen Lehrermangel gab, ließ sie sich als Lehrerin am Moray House ausbilden, wo sie sich 1917 mit Auszeichnung qualifizierte. Sie unterrichtete danach an zwei Schulen in Edinburgh, dem George Watson's Ladies College und der George Heriot's School, und an einer Schule in London.

## Auszeichnungen
- Dux of George Watson’s Ladies College 1909
- Donald Fraser-Stipendium der Edinburgh University

## Veröffentlichungen (Auswahl)
- Barkla, C. G.; Dunlop, Janette G.:  Note on the scattering of x-rays and atomic structure. London, Edinburgh and Dublin philosophical magazine and journal of science Series 6, Vol. 31, no. 183 (March 1916), 30, pp. 222–232.